# Epoca foton
În cosmologia fizică, epoca foton a fost perioada din evoluția universului timpuriu în care fotonii au dominat energia universului.
Epoca fotonilor a început după ce majoritatea leptonilor și anti-leptonilor au fost anihilați la sfârșitul epocii leptonului, la aproximativ 10 secunde de la Big Bang. Nucleii atomici au fost creați în procesul de nucleosinteză care a avut loc în primele minute ale epocii fotonului. Pentru restul epocii fotonului, universul conținea o plasmă densă, fierbinte, de nuclee, electroni și fotoni. După 370.000 de ani de la Big Bang, temperatura universului a scăzut până la punctul în care nucleii se puteau combina cu electronii pentru a crea atomi neutri. Drept urmare, fotonii nu au mai interacționat frecvent cu materia, universul a devenit transparent și a fost creată radiația cosmică de fond și apoi a avut loc formarea structurii.